# Ligne 1 du métro de Nijni Novgorod
 (décembre 2021).
La ligne 1 du métro de Nijni Novgorod, ou ligne Avtozavodskaïa (en russe : Автозаводская линия, Avtozavodskaya liniya) est l'une des deux lignes du réseau métropolitain de Nijni Novgorod, en Russie.

## Caractéristiques

### Stations
Du nord au sud, la ligne 1 comprend les stations suivantes :
- Gorkovskaïa (Горьковская)
- Moskovskaïa (Московская) (correspondance avec la station Moskovskaïa de la ligne 2))
- Tchkalovskaïa (Чкаловская)
- Leninskaïa (Ленинская)
- Zaretchnaïa (Заречная)
- Dvigatel Revolutsii (Двигатель Революции)
- Proletarskaïa (Пролетарская)
- Avtozavodskaïa (Автозаводская)
- Komsomolskaïa (Комсомольская)
- Kirovskaïa (Кировская)
- Park koultoury (Парк Культуры)